# Cetățuia, Harghita
Cetățuia (în maghiară Csatószeg) este un sat în comuna Sânsimion din județul Harghita, Transilvania, România. Se află în partea de sud a județului,  în Depresiunea Ciucului.